# Хамре (тауншип, Миннесота)
Хамре (англ. Hamre) — тауншип в округе Белтрами, Миннесота, США. На 2000 год его население составило 15 человек.

## География
По данным Бюро переписи населения США площадь тауншипа составляет 93,1 км², из которых 93,0 км² занимает суша, а 0,1 км² — вода (0,06 %).

## Демография
По данным переписи населения 2000 года здесь находились 15 человек, 9 домохозяйств и 3 семьи. Плотность населения —  0,2 чел./км². На территории тауншипа расположено 20 построек со средней плотностью 0,2 построек на один квадратный километр. Расовый состав населения: 100,00 % белых.
Из 9 домохозяйств в 22,2 % воспитывались дети до 18 лет, в 33,3 % проживали супружеские пары и в 55,6 % домохозяйств проживали несемейные люди. 55,6 % домохозяйств состояли из одного человека, при том 22,2 % из — одиноких пожилых людей старше 65 лет. Средний размер домохозяйства — 1,67, а семьи — 2,50 человека.
20,0 % населения — младше 18 лет, 13,3 % — от 25 до 44, 26,7 % — от 45 до 64, и _ — старше 65 лет. Средний возраст — 44 года. На каждые 100 женщин приходилось 200,0 мужчин. На каждые 100 женщин старше 18 приходилось 140,0 мужчин.
Средний годовой доход домохозяйства составлял 16 875 долларов, а средний годовой доход семьи —  18 750 долларов. Средний доход мужчин —  33 750  долларов, в то время как у женщин — 16 250. Доход на душу населения составил 8476 долларов. За чертой бедности не находилась ни одна семья и 11,8 % всего населения тауншипа, из которых 50,0 % старше 65 лет.